# Valle Vista, Kalifornien
Valle Vista är en ort (CDP) i Riverside County, i delstaten Kalifornien, USA. Enligt United States Census Bureau har orten en folkmängd på 14 578 invånare (2010) och en landarea på 17,8 km².